# Пустельні замки

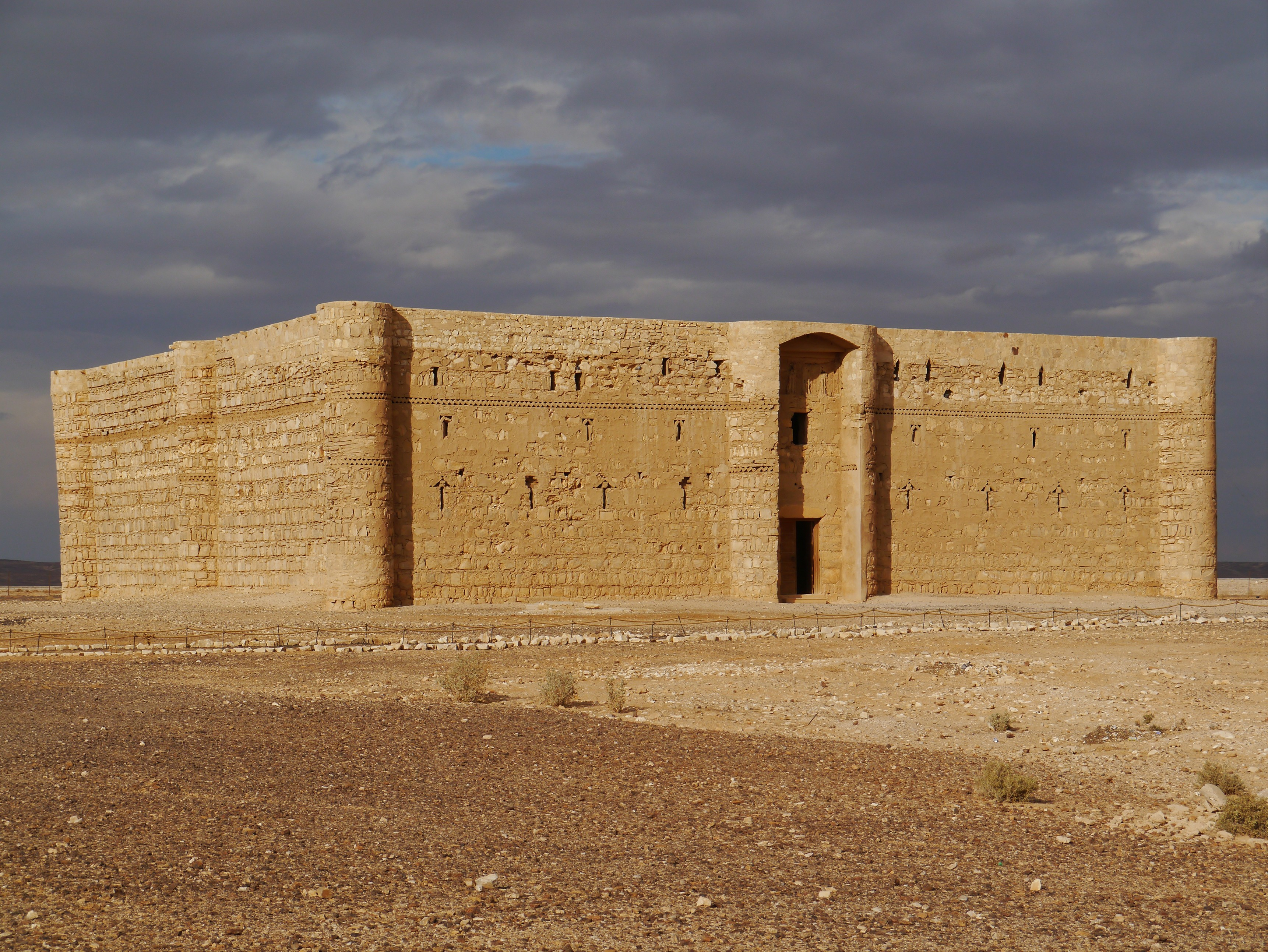
Каср аль-Харана, один із пустельних замків Омеядів, розташований на території сучасної Йорданії

Пустельні замки або каср часто називають пустельними замками Омеядів, оскільки переважна більшість цих укріплених палаців або замків були побудовані династією Омеядів у їхній провінції Білад-еш-Шам, за винятком дуже небагатьох аббасидів. Пустельні замки Йорданії являють помітну частину цієї групи будівель, причому більшість «пустельних замків» Омеядів розкидані по напівпосушливих регіонах північно-східної Йорданії, а також кілька в Сирії, Ізраїлі та на Західному березі (Палестина) і лише один виняток для Аббасидів в Іраку.

## Назва
Те, що англійською мовою називається «пустельний замок», арабською мовою називається qaṣr (однина), а quṣur — множина. Однак qasr — це широко вживане арабське слово для позначення палацу, замку чи фортеці, тому лише деякі з будівель під назвою quṣur є «замками пустелі».

## Історична довідка
Омеяди звели ряд типових палаців, деякі в містах, але переважно в напівзасушливих регіонах, а деякі вздовж важливих торгових шляхів. Замки були побудовані приблизно між 660 і 750 роками за халіфату Омеядів, який зробив Дамаск, який зараз розташований у Сирії, своєю новою столицею в 661 році. Після Аббасидської революції 750 року столиця переїхала до новозбудованого Багдада, і деякі будівлі так і не були завершені.
Після того як Limes Arabicus був залишений Римською імперією, багато кастрів продовжували використовуватися. Ця безперервність була предметом археологічних досліджень у форті Каср аль-Халлабат, який у різні часи слугував римським каструмом, християнським монастирем і, нарешті, касром Омеядів.
Більшість пустельних палаців були занедбані після того, як Омеяди впали з влади в 750 році, залишивши багато проектів незавершеними, а інші залишили на занепад.

## Опис
Типовий пустельний замок — це більше, ніж одна резиденція; скоріше це комплекс різних будівель, включаючи значну головну резиденцію разом з іншими будівлями, такими як хамам (лазня), складські приміщення та інші сільськогосподарські споруди та, можливо, мечеть, усе всередині великого корпусу. Замки в пустелі зазвичай розташовані поблизу ваді або сезонного водотоку. Внутрішня частина основної резиденції зазвичай складається з двох поверхів, розташованих навколо центрального двору. Головна резиденція часто багато прикрашена мозаїкою, фресками та ліпними рельєфами.
За кількома винятками, пустельні замки відповідають загальному шаблону, що складається з квадратної конструкції, подібної до римських фортів («кастра») як головної будівлі, яка зазвичай має вишуканий вхід. Інші будівлі в комплексі включають хамам (лазню), мечеть і часто сільськогосподарський вольєр (огороджені стінами місця для тварин, спеціальні будівлі для переробки продуктів, таких як оливкова олія), і резервуар для води або дамба. Внутрішні приміщення головної будівлі були вишукано прикрашені мозаїкою на підлозі та настінними розписами, що відображали як східні, так і західні впливи.
Деякі пустельні замки, наприклад Каср-Халлабат або Каср-Бурку', перебудовані із залишків ранніх римських або гассанідських споруд; інші — новобудови.

## Призначення
Функції та використання будівель сьогодні не зовсім зрозумілі, і вчені припускають, що вони могли слугувати різноманітним оборонним, сільськогосподарським, житловим, рекреаційним і комерційним цілям. Найдавніші дослідники, такі як Мусіль і Ламменс, припускали, що пустельні замки в основному використовувалися в рекреаційних цілях: щоб уникнути поганого повітря, пов'язаного з міським життям, щоб уникнути спалахів епідемій; щоб віддаватися гедонічним задоволенням або використовувати як мисливські будиночки. Інші вчені, досліджуючи географічний розподіл пустельних замків, відзначили, що вони в основному розташовані вздовж Шовкового шляху або паломницьких шляхів і, можливо, діяли як тип караван-сараїв.
Археологи досліджували роль цих пустельних замків, згідно з традиційною думкою, що вони слугували заміськими маєтками або мисливськими будиночками для використання аристократичними родинами протягом зимового сезону. Однак нещодавні дослідження свідчать про набагато більшу різноманітність ролей, у тому числі як сільськогосподарські маєтки чи військові форти. Комплекс у Каср аль-Хейр аль-Гарбі (Сирія), наприклад, розташований у величезному сільськогосподарському маєтку, а будівлі включають споруди, пов'язані з виробництвом оливкової олії.
Відповідно до гіпотези, розробленої Жаном Соваже, кушур Омейядів відіграв певну роль у систематичній сільськогосподарській колонізації незаселених прикордонних територій і, таким чином, продовжив колонізаційну стратегію ранніх християнських монахів і Гасанідів. Однак Омеяди дедалі більше орієнтували свою політичну стратегію на модель клієнтської політики, взаємної взаємозалежності та підтримки. Після завоювання Омеядів quṣūr втратили свою первісну функцію і були або покинуті, або продовжували слугувати місцевими ринками та місцями зустрічей до 10 століття.
Враховуючи різноманітність археологічних пам'яток, малоймовірно, що одна теорія може пояснити цільове призначення всіх будівель. Ці функції включають фортеці, місця зустрічей бедуїнів (між собою або з губернатором Омеядів), badiyas (відступ для знаті) або караван-сараї. Поширення пустельних замків з'явилося приблизно в той же час, коли кількість караванів значно зросла. Багато з них, здається, були оточені природними або створеними людиною оазисами та слугували заміськими маєтками чи мисливськими будиночками, враховуючи, що полювання було улюбленою розвагою аристократії.
Загальний термін «пустельний замок» не ідеальний, оскільки він штучно розділяє схожі quṣur відповідно до їх розташування. Йорданія має принаймні один міський каср Омеядів: Цитадель Аммана. Хоча більшість quṣur розташовано в Йорданії, зразки також можна знайти в Сирії, на Західному березі річки Йордан та в Ізраїлі, або в містах (Єрусалим), у відносно зелених зонах (аль-Сіннабра, Хірбат аль-Мінья), або навіть у пустелі (Каср аль-Хейр аль-Гарбі і Каср аль-Хайр аш-Шаркі, Джабаль-Саїс, палац Хішама). Більш ізольовані «пустельні замки», побудовані в посушливих регіонах, розташовані в основному на стародавніх торгових шляхах, що з'єднували Дамаск з Медіною та Куфою, або поряд з природним оазисом. Їхнє розташування вздовж основних шляхів і поряд із дуже дефіцитними джерелами води, здається, вказує на те, що вони дозволяли Омеядам контролювати дороги у військовій формі, контролювати та оподатковувати сезонні переміщення людей та їхньої худоби, і, що не менш важливо, вражати мандрівників та місцеві племена щедрою виставкою монументальної архітектури, лазні та ставки посеред посушливого ландшафту.

## Художня цінність
Замки є одними з найбільш вражаючих прикладів раннього ісламського мистецтва та ісламської архітектури, а деякі примітні тим, що включають багато образних фресок і рельєфів із зображенням людей і тварин, які рідше трапляються в пізнішому ісламському мистецтві в такому великому та публічному масштабі. Багато елементів пустельних палаців демонструються в музеях Аммана, в Єрусалимському музеї Рокфеллера (прикраси з палацу Хішама) і Пергамському музеї Берліна (фасад Мшатта).

## Список місць

### Йорданія

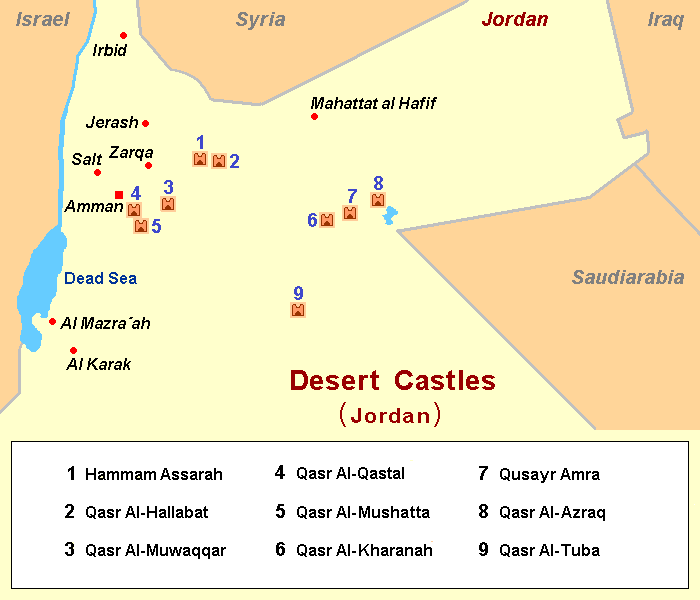
Карта пустельних замків у Йорданії

Неповний алфавітний список за основною назвою без артикля:
- Каср Айн ес-Сіл, фермерський маєток Омеядів із прибудованим купальним комплексом в Ель-Азраку, на схід від Аммана
- Кусейр-Амра, «пустельний замок» близько 85 км (53 миля) на схід від Аммана, важливий для фресок
- Каср-ель-Азрак, «пустельний замок» близько 100 км (62 миля) на схід від Аммана
- Каср Баїр побудований у 743 році нашої ери Аль-Валідом II[19]
- Каср Буркву, існуюча структура, перетворена на каср Аль-Валідом I, близько 200 км (120 миля) на схід від Аммана
- Каср аль-Халлабат, a «пустельний замок» близько 60 км (37 миля) на північний схід від Аммана
  - Хаммам аль-Сара, він же ас-Сарх, банний комплекс Каср аль-Халлабат, близько 55 км (34 миля) на північний схід від Аммана
- Хумайма, місце з «касром», де проживала родина Аббасидів, коли планували повстання проти халіфів Омеядів, вигнавши їх у 750 році
- Каср Харрана, a «пустельний замок» близько 65 км (40 миля) на схід від Аммана
- Каср Мшатта, a «пустельний замок» близько 35 км (22 миля) на південний схід від Аммана; значна частина його фасаду зараз експонується на виставці в Пергамському музеї в Берліні
- Каср аль-Мушаш, каср на історичному караванному шляху між Амманом і Азраком через Кусайр Амра, приблизно за 20 км на схід від Муваккара[20]
- Каср аль-Муваккар, «пустельний замок» 23,5 км (14,6 миля) на південний схід від Аммана на караванному шляху до Азрака[20]
- Каср аль-Кастал, «пустельний замок» близько 25 км (16 миля) на південь від Аммана
- Каср аль-Туба, «пустельний замок» близько 95 км (59 миля) на південний схід від Аммана
- Палац Омейядів, «каср» на Цитаделі в Аммані
- Умм аль-Валід, місце 3 Омеядських «кусурів» з мечеттю та сільськогосподарським поселенням поблизу Мадаби[21]
- 'Хан аз-Забіб, місце двох омеядських кусурів з мечеттю та пастирським селом, 25 км на південний схід від Умм аль-Валіда[21]

### Сирія
- Аль-Бахра (давня Авата) поблизу Пальміри[22]
- Khirbat al-Bayda', добре побудований каср у Хаврані, ймовірно, Омеяди, але, можливо, Гассаніди[23] (див. фото 1895 року Бурхардта).
- Аль-Думайр, місце касру, яке, можливо, датується візантійським періодом, можливо, побудоване Гассанідами, але, можливо, також Омейядами
- Каср аль-Хейр аль-Гарбі, «пустельний замок» у Сирійській пустелі
- Каср аль-Хайр аш-Шаркі, великий «пустельний замок» у Сирійській пустелі «іншого та вищого статусу»,[22] описаний як медіна або напівміське поселення[24]
- Кудайм, місце касру з мечеттю у внутрішньому дворі, північна Пальмірена або регіон Пальміри[25]
- Ресафа, місто з величезним кусуром, побудованим Хішамом, «іншого та вищого статусу», ніж замки Омеядів[22]
- Джабаль Саїс, «пустельний замок» у Сирії на північ від Азрака

### Ізраїль і Палестина
- Палац Хішама, арабською каср Хішам або Хірбет ель-Мафджар, «пустельний замок» на Західному березі поблизу Єрихону, Палестина
- Єрусалим, чотири ймовірно Омейядські кусури, скупчені навколо південно-західного кута Храмової гори/Харам аш-Шаріф
- Хірбат аль-Мінья, каср на Галілейському морі, Ізраїль
- Аль-Сіннабра, каср на Галілейському морі, Ізраїль

### Ліван
- Анджар був містом-палацом Омеядів, побудованим халіфом аль-Валідом I

### Ірак
- Ухайдір є подвійним винятком: він був побудований у 775 році принцом Аббасидів, Ісою ібн Мусою (бл. 721—783/4), і є єдиним касром за межами регіону Великої Сирії.[24]

## Галерея

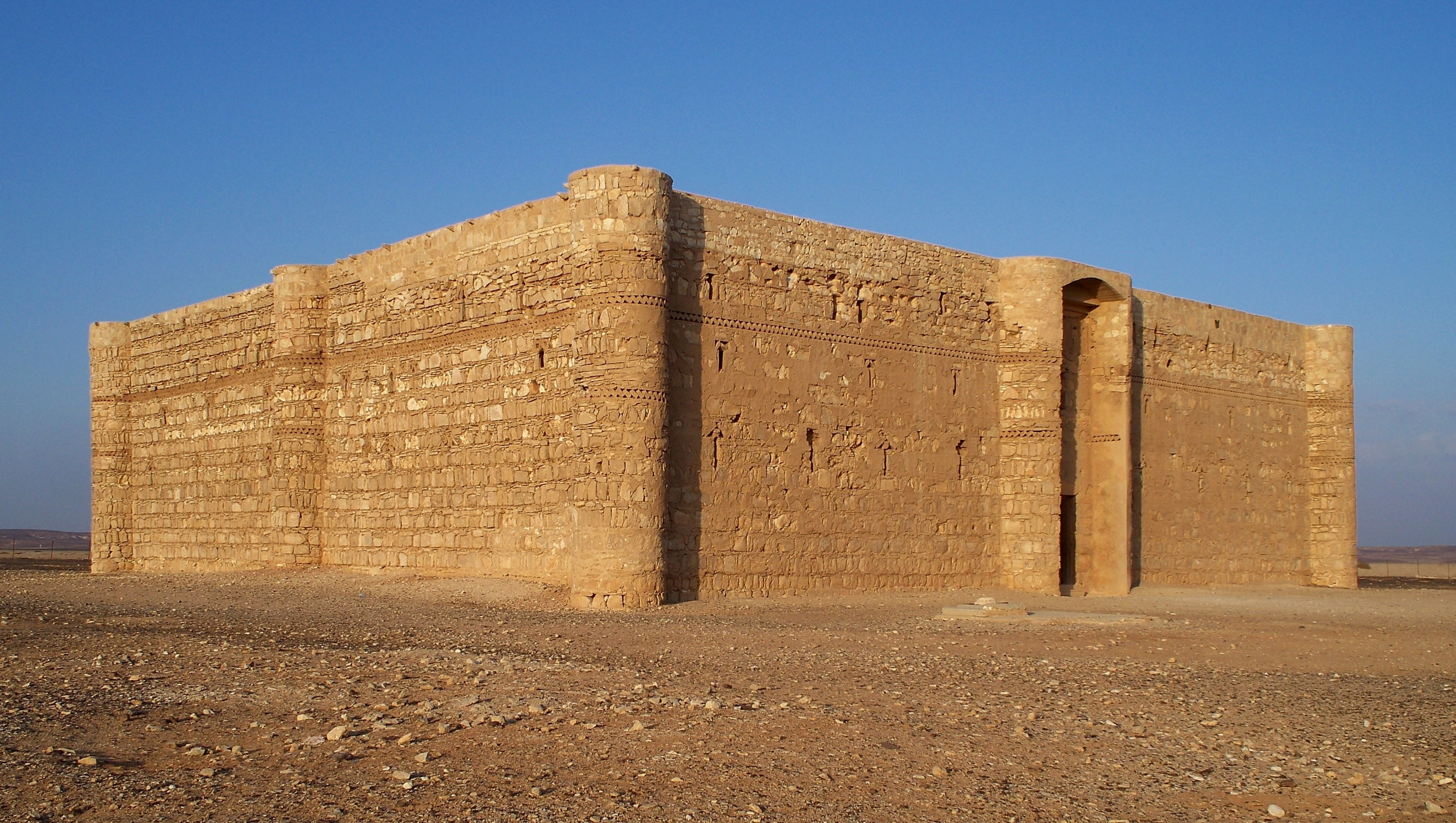
Каср-Харрана, Йорданія
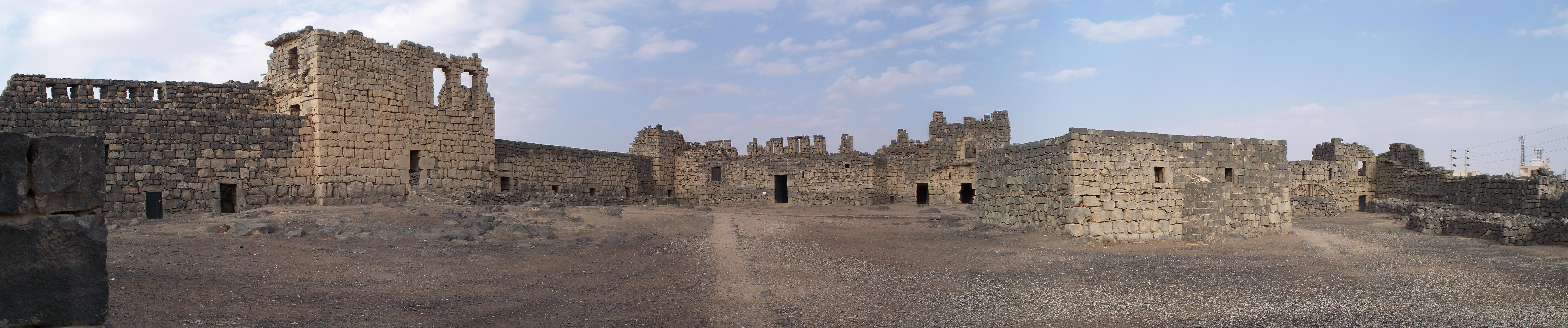
Каср аль-Азрак, Йорданія
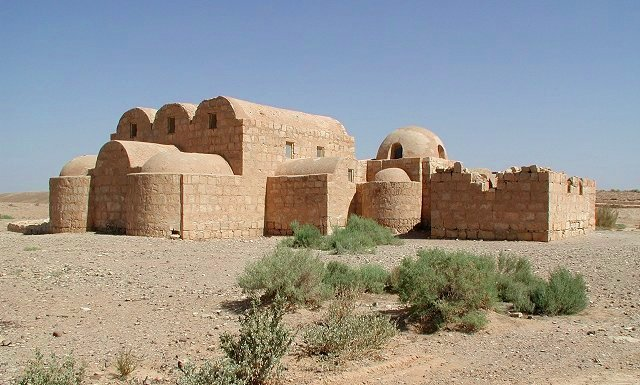
Кусейр Амра, Йорданія
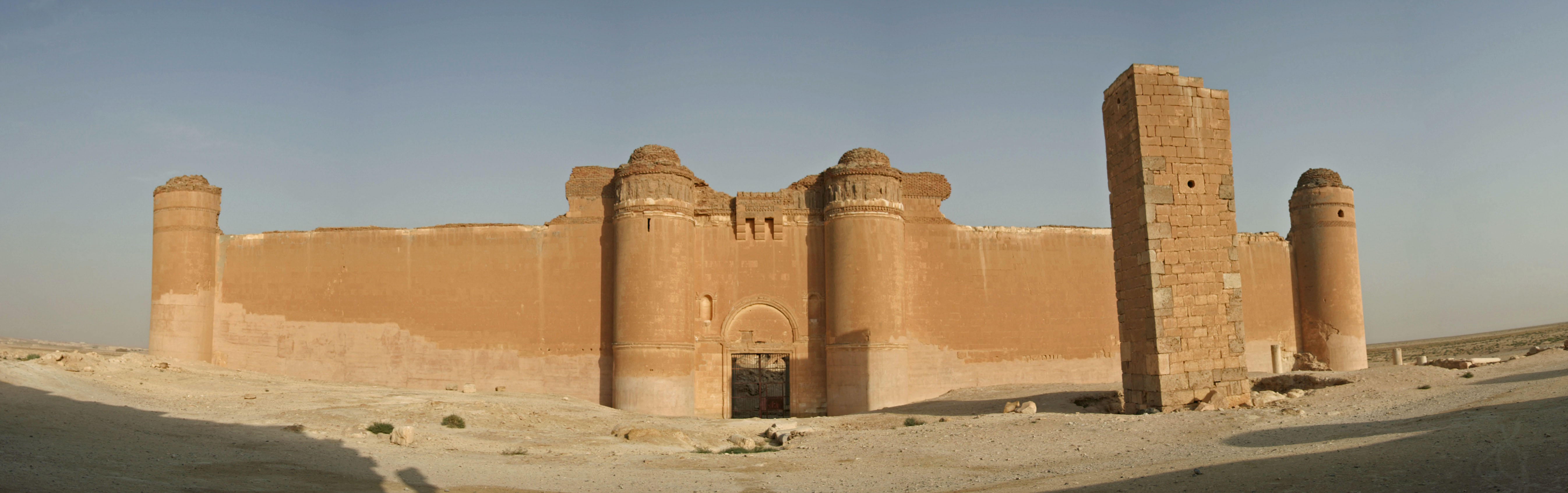
Каср аль-Хайр аш-Шаркі, Сирія
qasr al-Hayr al-Gharbi, Syria (1950)Каср аль-Хайр аль-Гарбі, Сирія (1950)
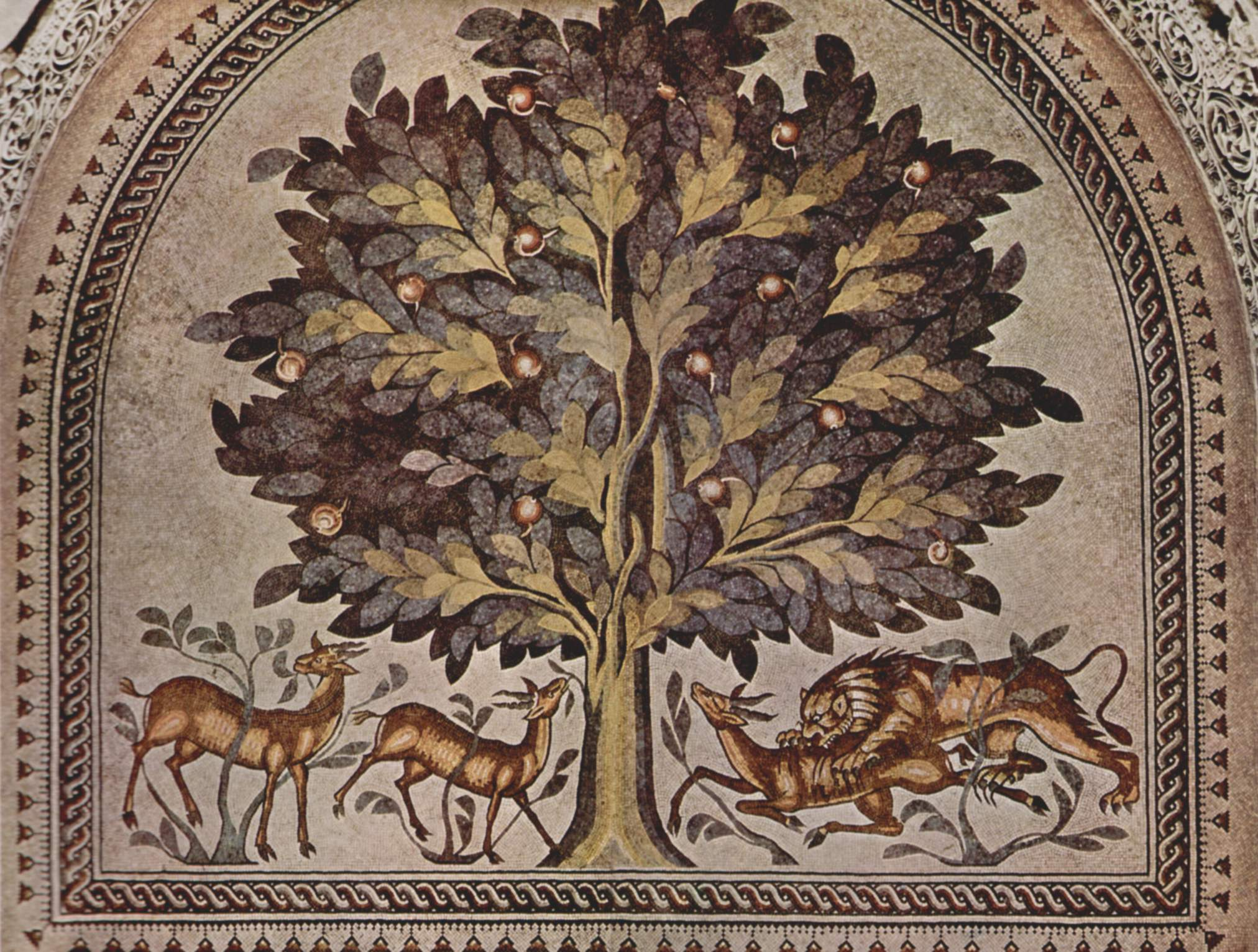
Хірбат аль-Мафджар, «Палац Хішама», Єрихон: мозаїка підлоги в лазні.
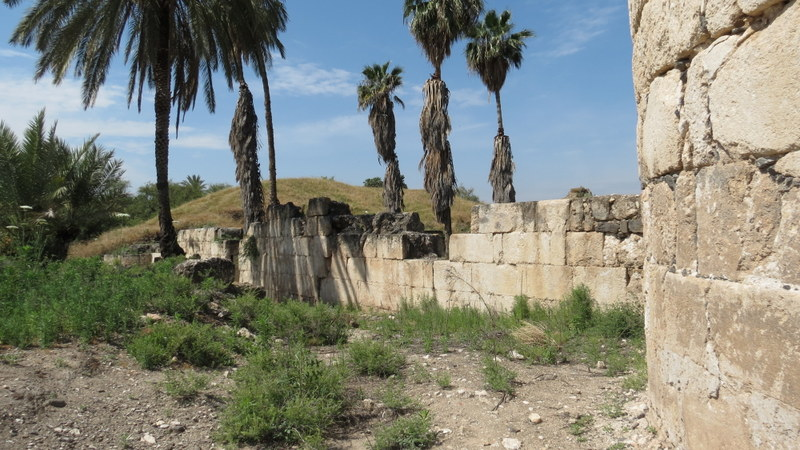
Каср аль-Мінья, Ізраїль
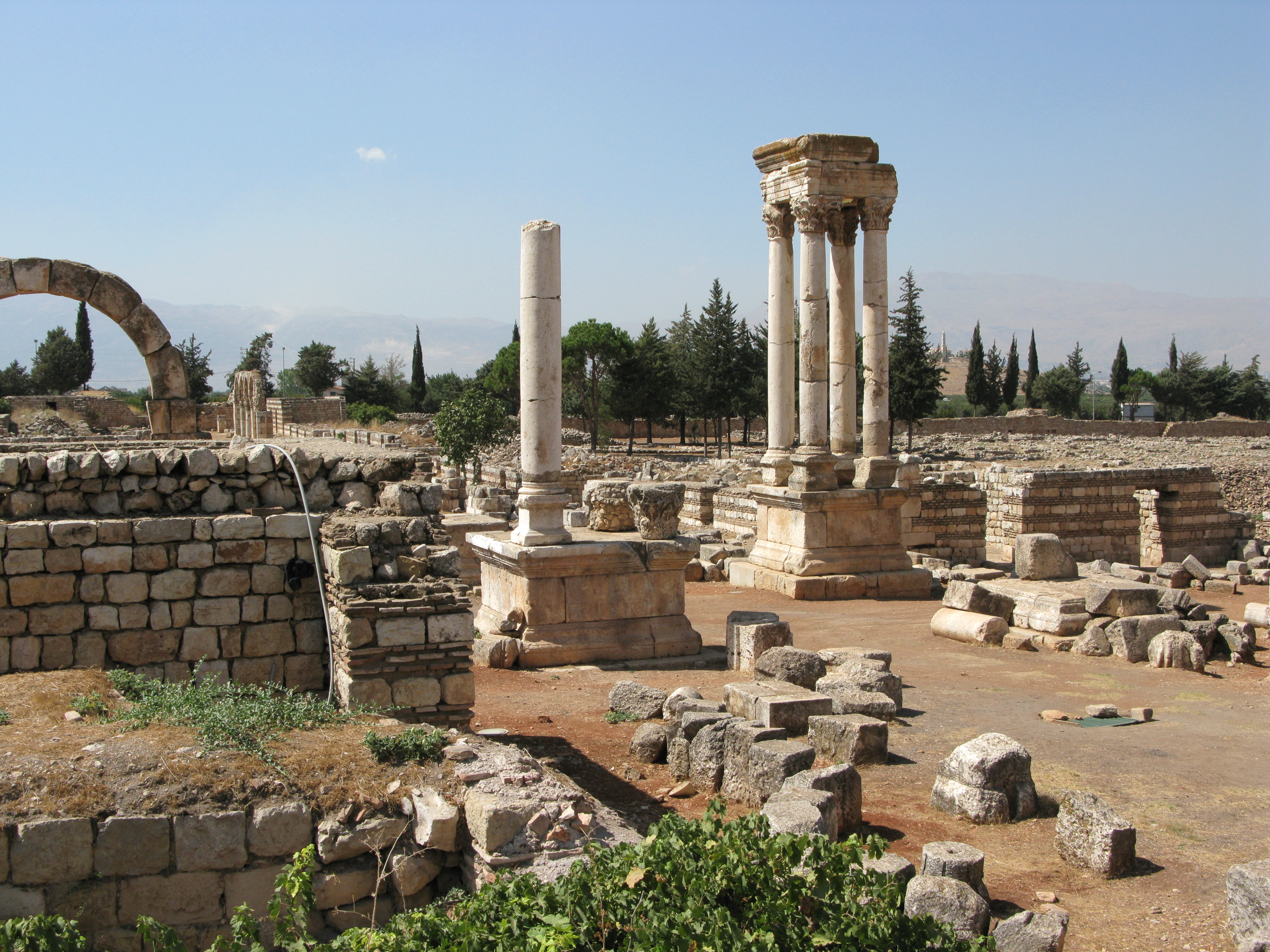
Анджар, місто Омейядів із касром, Ліван

## Подальше читання
Kennedy, David; and Riley, Derrick (2012; first edition: 1990). Rome's Desert Frontier from the Air, Routledge, pp. 8-91 provides a comprehensive list of castles, forts, mosques and other major edifices.